# František I. z Lichtenštejna
František I. (německy Franz I., 28. srpna 1853 hrad Liechtenstein u Mödlingu poblíž Vídně – 25. červenec 1938 zámek Valtice) byl příslušník rodu Lichtenštejnů, diplomat a panující lichtenštejnský kníže v letech 1929 až 1938.

## Život
Narodil se jako mladší syn knížete Aloise II. a jeho ženy české hraběnky Františky Kinské z Vchynic a Tetova. František následoval na trůnu svého staršího bratra Jana II. po jeho smrti roku 1929.
Princ František studoval práva na univerzitách v Praze a Vídni. V mládí vstoupil do armády a poté do diplomatických služeb. V letech 1894–1899 byl rakousko-uherským velvyslancem na dvoře cara Mikuláše II. v Petrohradě. Hovořil plynně rusky a rakousko-uherské velvyslanectví se stalo jedním z nejdůležitějších politických a společenských center hlavního města carského Ruska. Upřímně se snažil o navázání spojenectví mezi Rakousko-Uherskem a carskou říší a o odvrácení hrozícího konfliktu. V letech 1896 a 1897 se mu dokonce podařilo dojednat setkání císaře Františka Josefa I. s ruským carem Mikulášem II. ve Vídni a Petrohradu. S jeho snahou o zlepšení vztahů nesouhlasily některé politické a vojenské kruhy ve Vídni, které jeho snahy sabotovaly.
Následník trůnu František Ferdinand d´Este s ním, vzhledem k jeho zkušenostem a názorům, počítal ve své budoucí vládě na funkci spolkového kancléře (předseda vlády plánované rakousko-uherské federace). Po návratu z Ruska pomáhal princ František několik let ve správě panství svému bratrovi, vládnoucímu lichtenštejnskému knížeti Janovi II. (1840–1929). Pokračoval v podpoře věd a umění. V roce 1903 se stal členem Kuratoria rakouských muzeí a členem představenstva Komise pro novější rakouské dějiny. Podporoval také studium dějin Rakouska a Evropy s pomocí dokumentů uložených v ruských archivech. S jeho podporou také vznikly významné a rozsáhlé publikace Archivalien zur Neueren Geschichte Österreichs a Neue Österreichische Biografie.
V roce 1907 se zasloužil o založení katedry Východoevropské historie na Vídeňské univerzitě. Jeho zásluhou byla v témže roce za 40 000 rakouských korun zakoupena rozsáhlá knihovna (9 000 výtisků) ruského historika V. A. Bilbasova.
V odborných i politických kruzích si úsilí knížete Františka o podporu věd a umění velmi vážili. Proto se stal čestným členem Akademie věd ve Vídni a později dědičným členem panské sněmovny říšské rady. Byl také prezidentem centrální komise pro zachování historických památek (založena roku 1850), provedl její reorganizaci, takže v roce 1911 byla zřízena centrální komise pro památkovou péči.

### Panování
Teprve po bratrově smrti se 22. července 1929, jako již vládnoucí kníže František I., oženil s Elsou von Gutmann (1875–1947), dcerou uhlobarona a významného rakouského bankéře židovského původu, Wilhelma Gutmanna (v čemž mu starší bratr za svého života bránil). Oba manželé se angažovali v odporu proti nacismu, a kromě původu kněžny na to měla vliv křesťanská výchova v knížecím rodě. Proto také musela kněžna po anšlusu Rakouska v březnu 1938 tajně utéci do Československa, protože v okupovaném Rakousku jí hrozilo zatčení. Odtud pak po smrti knížete Františka I. odjela do Švýcarska, kde žila až do své smrti.
Jako lichtenštejnský kníže pokračoval František I. v ekonomických reformách svého bratra, na prvním místě musel dokončit jednání s československými úřady, týkající se provedení první pozemkové reformy na majetku Lichtenštejnů v ČSR. Během ní byl rod nucen prodat za úřední cenu (cca 1/3 tržní ceny) okolo 60 % svých pozemků (především polností), což bylo vysoko nad průměrem v republice (cca 40 %). Následně musel provést konsolidaci zbývajícího majetku, aby znovu fungoval jako celek. Lichtenštejnové z jeho výnosu neplatili jen potřeby rodu, ale také údržbu rozsáhlého architektonického a dalšího uměleckého dědictví, nevzdávali se podpory veřejných projektů na svých bývalých velkostatcích a významně dotovali státní rozpočet Lichtenštejnska, jak jim ostatně ukládalo privilegium císaře Karla VI. z roku 1719, kterým bylo lichtenštejnské říšské knížectví vytvořeno (spojením panství Schellenberg a hrabství Vaduz).
V květnu 1938, v době stupňující se krize s Třetí říší, československá vláda interně jednala o navázání diplomatických styků s Lichtenštejnskem. Proto pozitivně reagovala na nótu prince Františka Josefa z 3. května 1938 nabízející navázání bilaterálních vztahů, doručenou prostřednictvím vyslanectví Švýcarska v Praze. Pohřbu knížete Františka ve Valticích se zúčastnil moravský zemský prezident Jan Černý jako osobní zástupce prezidenta republiky. Dne 30. července 1938 pak Ministerstvo zahraničních věcí ČSR předalo švýcarskému vyslanci v Praze nótu, kterou vyslovilo souhlas s navázáním diplomatických styků s Lichtenštejnskem a s jeho zastupováním prostřednictvím vyslanectví Švýcarska.

## Následníci
Stejně jako jeho bratr neměl František I. žádné oficiální nástupce (jeho nemanželský syn Vladimír Naryškin, kterého mu roku 1897 porodila v Petrohradě kněžna Natálie Nariškinová, žádnými nástupnickými právy nedisponoval). Následníkem byl jmenován jeho synovec princ Alois (1869–1955), který se ale následnictví v roce 1923 vzdal ve prospěch svého syna Františka Josefa II., který se v roce 1938 stal lichtenštejnským knížetem. Již předtím ho ale kníže František I. pověřoval vládními úkoly ve Vaduzu a Vídni. V březnu 1938 jmenoval František I. svého následníka Františka Josefa II. zemským správcem, kterým byl až do jeho smrti 25. července 1938.